# Center for Civil Liberties
Center for Civil Liberties (ukrainska:  Центр Громадянських Свобод, Tsentr Hromadjanskych Svobod) är en ukrainsk människorättsorganisation. Den grundades i Kiev 2007, med syftet att arbeta för mänskliga rättigheter och demokrati i Ukraina.
Tillsammans med Aliaksandr Bialiatski och Memorial tilldelades Center for Civil Liberties Nobels fredspris 2022. Enligt Nobelkommittén har organisationen sedan dess grundande stärkt Ukrainas civilsamhälle och pressat dess makthavare att göra landet till en fullfjädrad demokrati. I motiveringen nämndes även CCL:s arbete för att belysa och dokumentera ryska krigsförbrytelser mot den ukrainska befolkningen under Rysslands invasion av Ukraina.
Organisationen leds av Oleksandra Matvijtjuk.